# Mudathir El Tahir
Mudathir Eltaib Ibrahim El Tahir (ar. مدثر الطيب إبراهيم الطاهر, ur. 1 stycznia 1988) – piłkarz sudański grający na pozycji napastnika. Od 2009 roku jest zawodnikiem klubu Al-Hilal.

## Kariera klubowa
Karierę piłkarską El Tahir rozpoczął w klubie Al-Hilal z Omdurmanu. W 2005 roku zadebiutował w jego barwach w pierwszej lidze sudańskiej. W debiutanckim sezonie wywalczył mistrzostwo Sudanu. W 2006 roku przeszedł do Al-Nil Al-Hasahesa. Grał w nim przez trzy lata.
W 2009 roku El Tahir wrócił do Al-Hilal. W latach 2009 i 2010 wywalczył z Al-Hilal mistrzostwo Sudanu. W 2009 roku zdobył też Puchar Sudanu.

## Kariera reprezentacyjna
W reprezentacji Sudanu El Tahir zadebiutował w 2007 roku. W tamtym roku zdobył z Sudanem Puchar CECAFA. W 2012 roku został powołany do kadry na Puchar Narodów Afryki 2012.